# Fleischmanniopsis
Fleischmanniopsis es un género de plantas perteneciente a la familia Asteraceae. Comprende 6 especies descritas y de estas, solo 3 aceptadas.  Es originario de México.

## Descripción
Las plantas de este género sólo tienen disco (sin rayos florales) y los pétalos son de color blanco, ligeramente amarillento blanco, rosa o morado (nunca de un completo color amarillo).

## Taxonomía
El género fue descrito por R.M.King & H.Rob. y publicado en Phytologia 21(6): 402–404. 1971. La especie tipo es Fleischmanniopsis leucocephala (Benth.) R.M.King & H.Rob.

## Especies aceptadas
A continuación se brinda un listado de las especies del género Fleischmanniopsis aceptadas hasta junio de 2012, ordenadas alfabéticamente. Para cada una se indica el nombre binomial seguido del autor, abreviado según las convenciones y usos.
- Fleischmanniopsis anomalochaeta R.M.King & H.Rob.
- Fleischmanniopsis leucocephala (Benth.) R.M.King & H.Rob.
- Fleischmanniopsis nubigenoides (B.L.Rob.) R.M.King & H.Rob.